# Ballota pseudodictamnus
 (janvier 2015).
Si vous disposez d'ouvrages ou d'articles de référence ou si vous connaissez des sites web de qualité traitant du thème abordé ici, merci de compléter l'article en donnant les références utiles à sa vérifiabilité et en les liant à la section « Notes et références ».
Espèce
Ballota pseudodictamnus est une espèce de plantes à fleurs de la famille des Lamiacées. C'est une plante ornementale à feuillage grisâtre et au calice particulièrement développé et caractéristique.

## Liste des sous-espèces
Selon Catalogue of Life (20 mai 2015) :
- sous-espèce Ballota pseudodictamnus subsp. lycia
- sous-espèce Ballota pseudodictamnus subsp. pseudodictamnus

Selon World Checklist of Selected Plant Families (WCSP) (20 mai 2015) :
- sous-espèce Ballota pseudodictamnus subsp. lycia Hub.-Mor. (1963)
- sous-espèce Ballota pseudodictamnus subsp. pseudodictamnus

Selon Tropicos (20 mai 2015) (Attention liste brute contenant possiblement des synonymes) :
- sous-espèce Ballota pseudodictamnus subsp. lycia Hub.-Mor.
- sous-espèce Ballota pseudodictamnus subsp. pseudodictamnus